# Maserati Bora
Maserati Bora – supersamochód klasy średniej produkowany przez włoską markę Maserati w latach 1971 - 1978.

## Historia i opis modelu

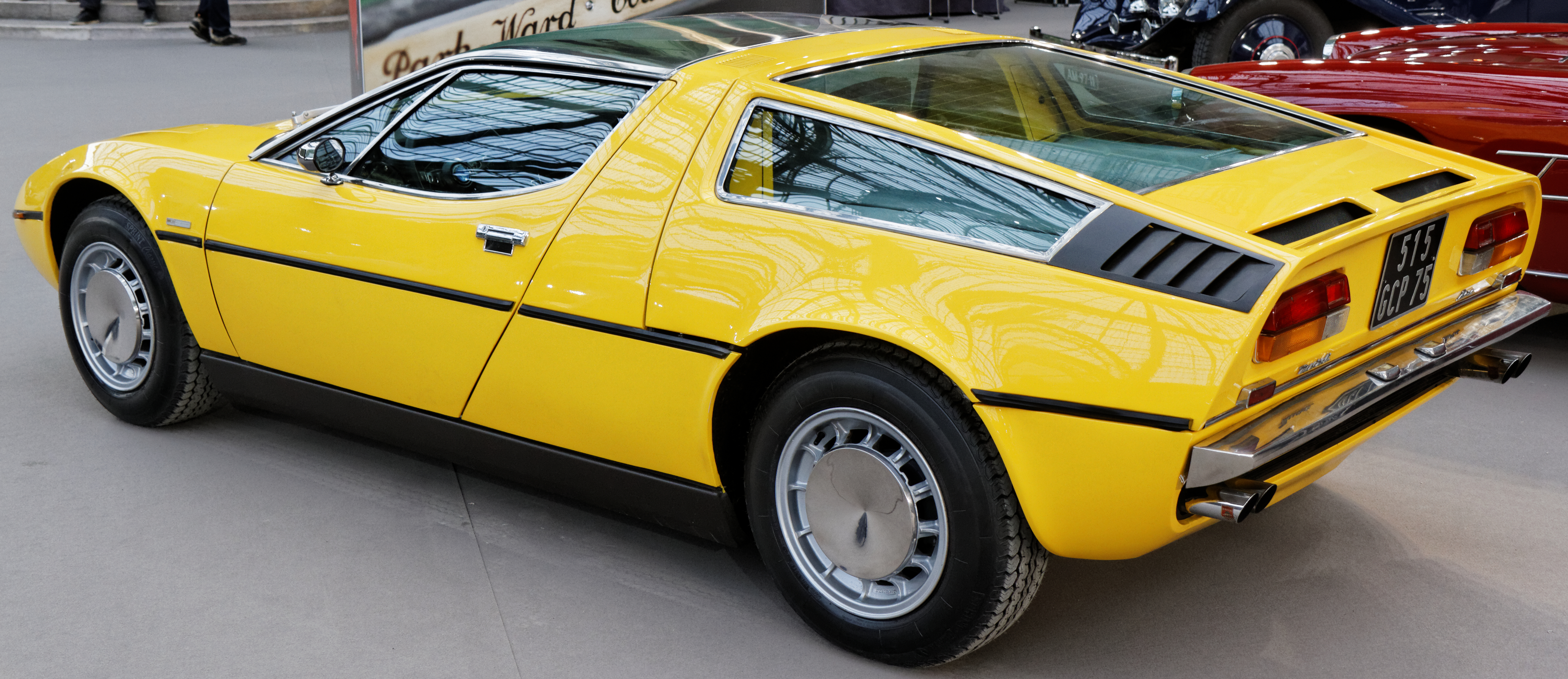
Maserati Bora - tył

Bora to pierwsze w historii Maserati 2-osobowe coupé z centralnym silnikiem, jego nazwa nawiązuje rodzaju wiatry wiejącego znad wschodniego wybrzeża Adriatyku.
Wkrótce po przejęciu marki przez Citroëna powstał koncept super samochodu z centralnym silnikiem. Najwięksi rywale Maserati mieli już w swej ofercie takie pojazdy: Lamborghini Miura, De Tomaso Mangusta a Ferrari już nad takim pracowało. Prototyp zaprojektowany przez Giorgetto Giugiaro był gotowy latem 1969, natomiast wersja produkcyjna została zaprezentowana w 1971 na salonie samochodowym w Genewie, a pierwsze auta trafiły do klientów przed końcem roku.
Podwozie samonośne połączono z ramą pomocniczą wspierającą silnik i skrzynie biegów. Zawieszenie było w pełni niezależne. Szeroko wykorzystywano hydraulikę Citroëna: wentylowane hamulce, sprzęgło, wspomaganie kierownicy, regulacja kolumny kierowniczej oraz fotela, podnoszone światła. Źródłem napędu był zamontowany wzdłużnie silnik V8 produkcji Maserati. Początkowo jego pojemność wynosiła 4,7 l (310 KM), od 1974 na rynek amerykański pojemność zwiększono do 4,9 l (300 KM), a w europie oferowano 4,9 l (330 KM).
Wielka wagę przywiązano do komfortu oraz wygłuszenia. Silnik został przykryty pokrywami a od kabiny pasażerskiej oddzielały go dwie szyby. Wnętrze w całości wyłożono skórą, w większości egzemplarzy montowano też klimatyzację. Tak wyposażony samochód ze względu na wysoką wagę nie szokował osiągami zwłaszcza w porównaniu z bezpośrednimi rywalami. Prędkość maksymalna to 260 - 275 km/h, przyspieszanie 0 - 100 km/h trwało 6,2 s a do 130 km/h 13,4 s. 
Produkcję zakończono w 1980 liczbą 524 sztuk w tym 289 z silnikiem 4,7 l.

## Dane techniczne
Źródło:

### Silnik
- V8 4,9 l (4930 cm³), 2 zawory na cylinder, DOHC
- Układ zasilania: gaźnik
- Średnica × skok tłoka: 93,90 mm × 89,00 mm
- Stopień sprężania: 8,5:1
- Moc maksymalna: 324 KM (238,6 kW) przy 5500 obr./min
- Maksymalny moment obrotowy: 481 N•m przy 4000 obr./min

### Osiągi
- Przyspieszenie 0-80 km/h: 4,4 s
- Prędkość maksymalna: 280 km/h